# Cunit (kommunhuvudort)
Cunit är en kommunhuvudort i Spanien.   Den ligger i provinsen Província de Tarragona och regionen Katalonien, i den östra delen av landet, 500 km öster om huvudstaden Madrid. Cunit ligger 12 meter över havet och antalet invånare är 12 279.
Terrängen runt Cunit är platt åt nordväst, men åt nordost är den kuperad. Havet är nära Cunit åt sydost.  Närmaste större samhälle är Vilanova i la Geltrú, 7,9 km öster om Cunit. 